# Landgraben (Dresden)

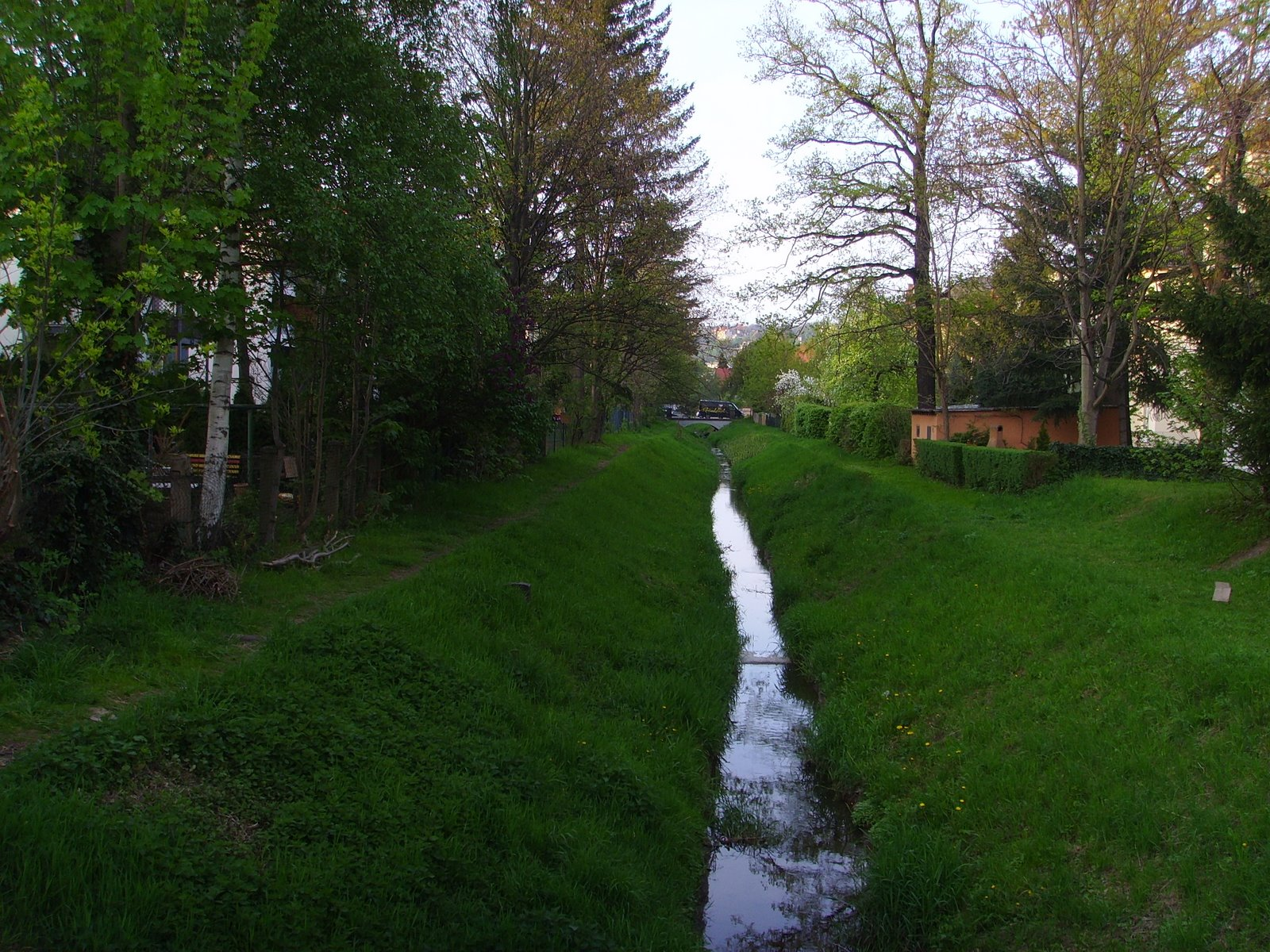
Landgraben in Striesen

Der Name Landgraben bezeichnet in der sächsischen Landeshauptstadt Dresden traditionell den unteren Abschnitt des im amtlichen Sprachgebrauch Blasewitz-Grunaer Landgraben/Koitschgraben/Leubnitzbach genannten Gewässersystems, das seinen Anfang auf den Höhen südlich des Stadtteils Leubnitz-Neuostra nimmt und im Stadtteil Blasewitz in die Elbe mündet.

## Begriffsbestimmung
Der allgemeine Gattungsbegriff Landgraben trifft im heutigen Dresdener Stadtgebiet auf eine ganze Reihe kleiner Fließgewässer bzw. Gerinne zu. Einem Eigennamen ähnlich etablierte sich der Ausdruck vor allem in Bezug auf den Wasserlauf, der das ehemalige Dorf (heute Stadtteil) Gruna durchfließt.
Von Gruna aufwärts kann die Bezeichnung Landgraben anhand historischer Karten entlang eines westlichen Zuflusses bis an die Dohnaer Straße unweit des alten Dorfkerns von Leubnitz-Neuostra sowie entlang eines östlichen Zuflusses durch Prohlis bis nach Nickern belegt werden. Der östliche Zufluss, eine Fortsetzung des Geberbaches und heute amtlich Prohliser Landgraben genannt, hat seit Anfang des 20. Jahrhunderts keine Verbindung mehr mit dem Grunaer Abschnitt. Der westliche Zufluss, eine Fortsetzung des Leubnitzbaches, trägt neben der Bezeichnung Landgraben von alters her auch den Namen Kotzschgraben (später Koitzschgraben, heute amtlich Koitschgraben).
Ein von der Landeshauptstadt Dresden 2012 herausgegebener Gewässersteckbrief ordnet die Namen den Gewässerabschnitten folgendermaßen zu:
- Leubnitzbach: vom Zusammenfluss Britschengraben/Zauchgraben bis zur Dohnaer Straße
- Koitschgraben: von der Dohnaer Straße bis zur Unterquerung der Bahnstrecke Děčín–Dresden
- Blasewitz-Grunaer Landgraben: von der Bahnunterquerung bis zur Mündung in die Elbe

Davon abweichend verwendeten einzelne historische Karten- bzw. Stadtplanausgaben die Bezeichnung Landgraben auch für den Niedersedlitzer Flutgraben sowie die Bezeichnung Prohliser Landgraben auch für den Abschnitt unterhalb von Gruna.

## Verlauf

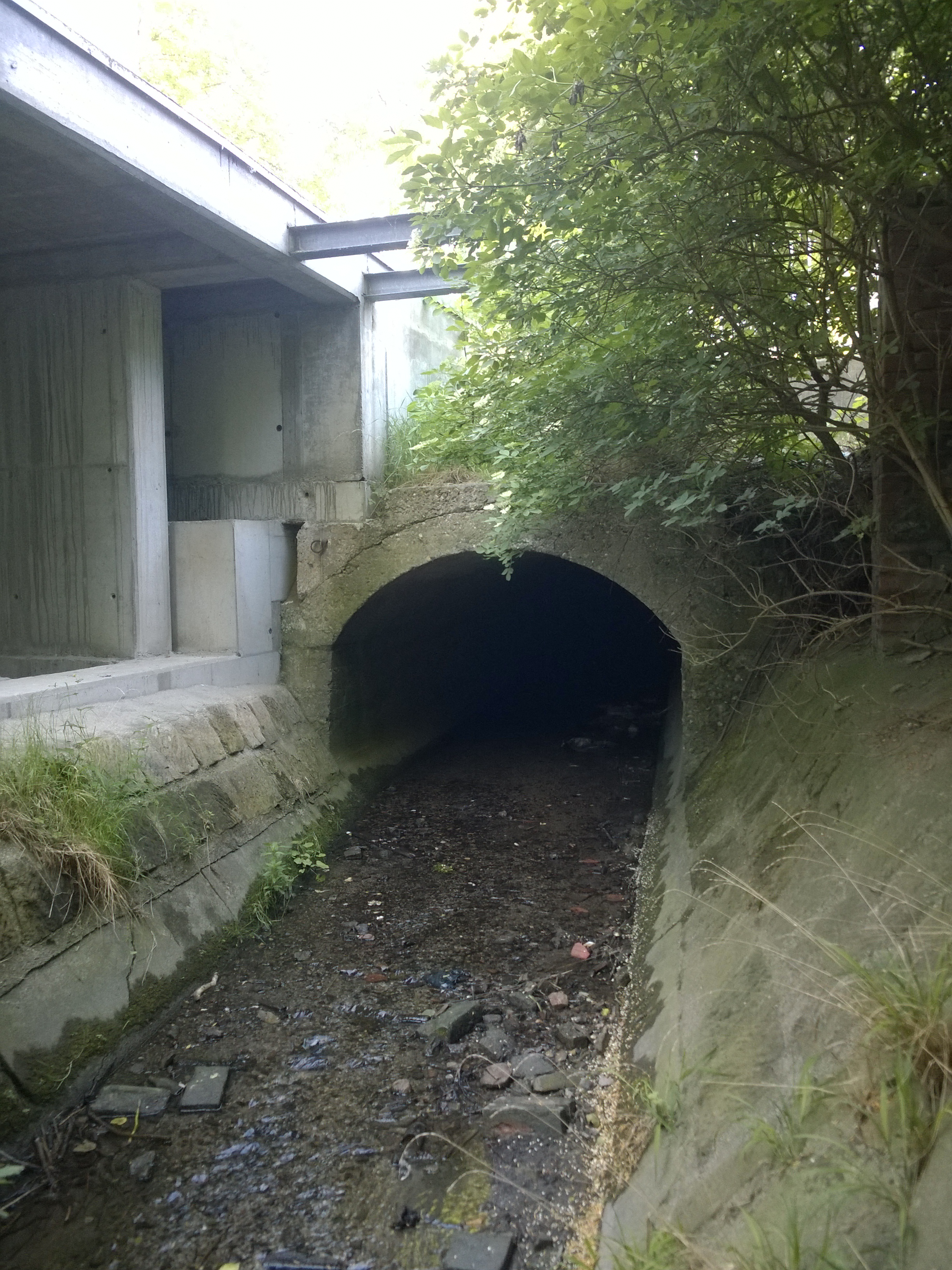
Unweit der Dohnaer Straße tritt das Wasser des Leubnitzbaches aus dem Untergrund und fließt als Koitschgraben weiter.

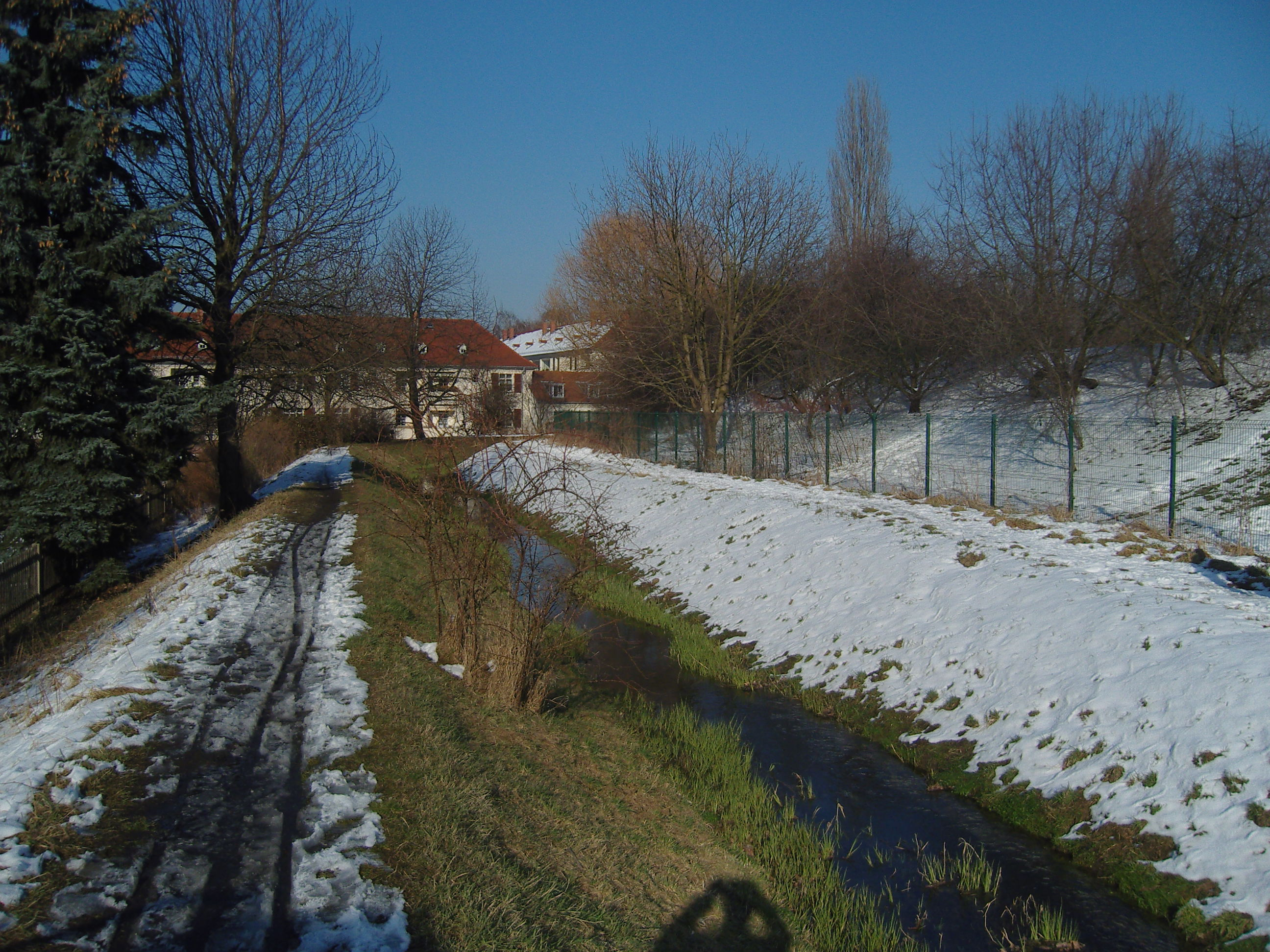
Von hohen Dämmen eingefasst, legt sich der Landgraben vor der Gartenheimsiedlung in Gruna in eine scharfe Rechtskurve.

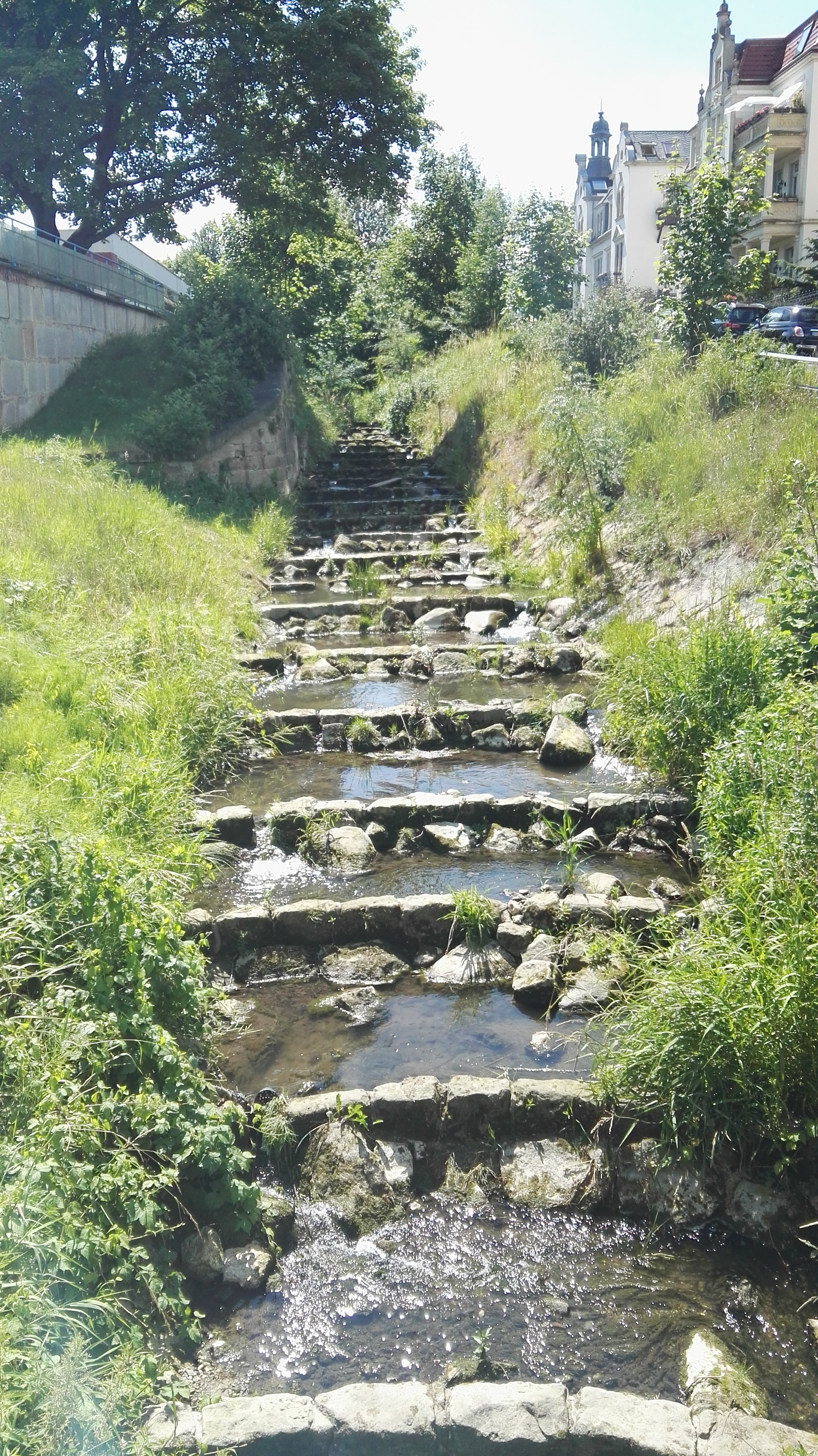
Eine vielstufige Kaskade überwindet die Höhendifferenz vor der Mündung in die Elbe.

Der Landgraben oder Koitschgraben beginnt an der Ausmündung einer Verrohrung ungefähr auf der Grenze zwischen den Grundstücken Dohnaer Straße 133/133a und 135, etwa zehn Meter nördlich der Dohnaer Straße. Das dort zutage tretende Wasser stammt vom Leubnitzbach, der etwa 300 Meter stadteinwärts am südlichen Straßenrand in die Verrohrung eintritt. Der erste Grabenabschnitt verläuft ziemlich versteckt inmitten eines Industrie- und Gewerbegebietes in Richtung Nordosten und ist nur etwa 150 Meter lang, dann folgt ein etwa 100 Meter langer verrohrter Abschnitt. Unweit der Straße Otto-Dix-Ring kommt der Wasserlauf wieder an die Oberfläche und schwenkt dabei scharf nach Osten, zugleich mündet von links der 0,74 km lange, nur episodisch wasserführende Leubnitzer Mittelgraben ein. Anschließend wendet er sich wieder nach Nordosten und nimmt in der Nähe der Seebachstraße in spitzem Winkel von rechts (Süden) den Tornaer Abzugsgraben auf.
In diesem Bereich und auf dem folgenden Kilometer mutet das Gewässer naturnah an. Dies ist das Resultat einer von 2010 bis 2012 durchgeführten Umgestaltung, die in erster Linie eine Ertüchtigung für die schadlose Abführung eines sog. 100-jährlichen Hochwassers (HQ 100) zum Ziel hatte. Zugleich wurde der Graben bei dieser Gelegenheit durch unregelmäßige Sohlen- und Böschungsformung sowie die Einbringung von Gesteinsblöcken und standortgerechter Vegetation einem natürlichen Zustand angenähert und mit einem begehbaren Uferbereich versehen. Zuvor und während des 20. Jahrhunderts präsentierte er sich in diesem Abschnitt, wie in seinem übrigen Verlauf, als einförmiger Kanal mit Trapezquerschnitt.
Zwischen Strehlen und Reick zwingt der Graben die ihn überbrückende Reicker Straße zu einer langgestreckten Erhöhung. Nördlich der Reicker Straße passiert er die Abrissbrache der ehemaligen Plattenbausiedlung Rudolf-Bergander-Ring sowie ein der natürlichen Sukzession überlassenes Areal, wo das Gewässerbett zu einer etwa 0,5 ha großen Mulde aufgeweitet wurde. Wenige Meter nach dem Austritt aus dieser Mulde wird der Graben in einem mannshohen betonierten Tunnel durch den Bahndamm der Bahnstrecke Děčín–Dresden geführt, kurz danach folgt eine etwa 300 Meter lange Verrohrung im Betriebsgelände des Heizkraftwerks Dresden-Reick der DREWAG.
Nach der Unterquerung des südlichen Endes der Liebstädter Straße erheben sich die Oberkanten der Grabenböschungen zunehmend über das Umgebungsniveau, im Folgenden überschreitet der Graben zwei prähistorische Abflussbahnen der Elbe. Zwischen Winterbergstraße und  Bodenbacher Straße im Bereich des südlichen alten Elbarmes erreicht die Überhöhung mehr als zwei Meter und macht sich wiederum als markante Hügel im Verlauf der beiden Straßen bemerkbar. Am Ostrand des Rothermundtparkes flacht sie etwas ab, um beim Queren des nördlichen Altelbarmes in Höhe der Calvinstraße wieder anzusteigen. An dieser Stelle wurde der Grabenlauf 1875 verändert. Südlich der Gartenheimsiedlung liegt sogar die Grabensohle höher als das benachbarte Terrain. Dort biegt er rechtwinklig nach Südosten und nach etwa 300 Metern ebenso scharf wieder nach Nordosten. Am Südende der Straße Grabenwinkel, deren Name von dieser Verschwenkung herrührt, führt eine kleine Treppe auf den Grabenrand hinauf. Mit dem Austritt aus der Niederung im Bereich der Hepkestraße endet die Hochlage des Grabens.
Anschließend verläuft der Landgraben parallel zur Lauensteiner Straße, überwiegend relativ unzugänglich und hinter der Bebauung verborgen entlang der straßenabgewandten Grundstücksgrenzen. Lediglich entlang des Striesener Friedhofes ist der Grabenrand auf einigen hundert Metern begehbar. Ausblicke auf den Graben sind jedoch von mehreren ihn überbrückenden Querstraßen aus möglich. In Höhe der Niederwaldstraße biegt der Graben nochmals rechtwinklig nach Südosten, schneidet die Nordspitze des Niederwaldplatzes, nimmt östlich des ehemaligen Straßenbahnhofes Blasewitz die Nordostrichtung wieder auf und erreicht nach Unterquerung der Tolkewitzer Straße die Uferböschung der Elbe. Da die Grabensohle dort noch mehrere Meter höher als der normale Elbspiegel liegt, weist das letzte Laufstück des Landgrabens entlang der kurzen Spohrstraße ein beträchtliches Gefälle auf. Früher erfolgte der Abstieg über drei Absturzbauwerke, die ein unüberwindliches Wanderungshindernis für aquatische Organismen bildeten. Im Jahr 2012 wurde diese Barriere zurückgebaut und durch eine vielstufige Kaskadentreppe ersetzt.

## Verlauf in früheren Jahrhunderten

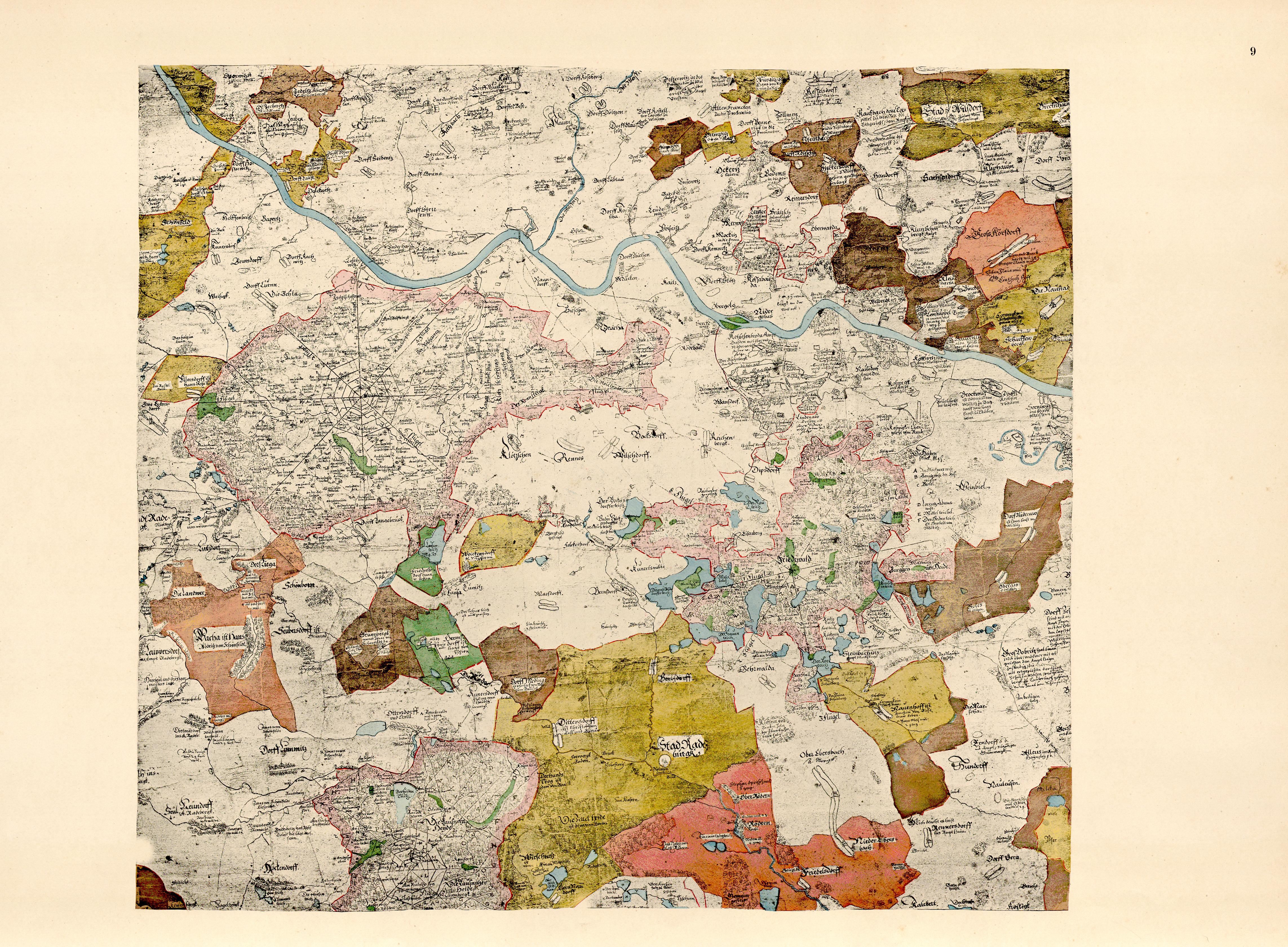
Oeder-Zimmermann-Karte, Tafel IX mit Dresden (gesüdete Karte), um 1600

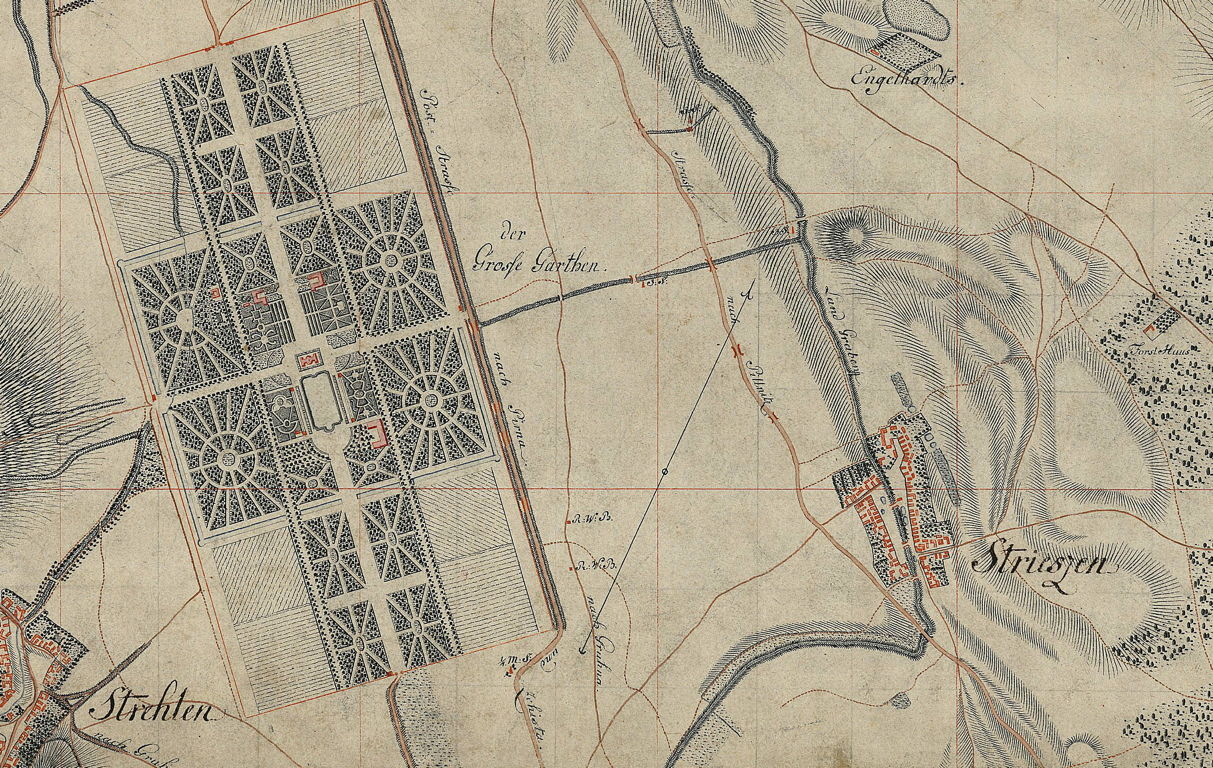
Vormaliger Verlauf des Landgrabens bei Striesen in einem Ausschnitt der Meilenblätter von Sachsen, 1785

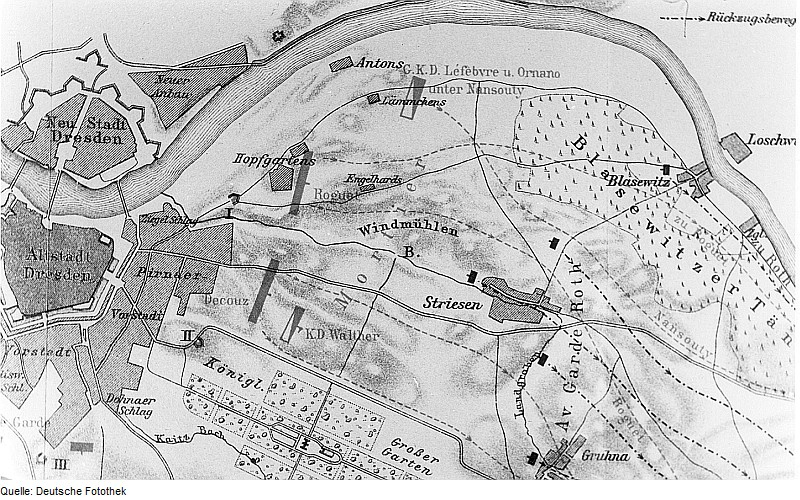
Vormaliger Verlauf des Landgrabens bei Striesen und in der Pirnaischen Vorstadt in einem Plan zur Schlacht um Dresden, 1813

Das zwischen 1586 und 1614 von Matthias Oeder angefertigte und bis 1634 von Balthasar Zimmermann weiterbearbeitete Kartenwerk der ersten kursächsischen Landesaufnahme verzeichnet nördlich von Leubnitz-Neuostra eine Flussbifurkation (Aufzweigung) des durch Leubnitz fließenden Baches. Der westliche Gewässerast ist mit „Graben“ beschriftet und mündet nach kurzem Lauf in das System des Kaitzbaches. Der östliche Ast mit der Beschriftung „Die alte bach“ verläuft identisch mit dem in späteren Darstellungen „Landgraben“ genannten Gewässer durch Gruna und Striesen zur Elbe. Eine Verbindung mit dem von Nickern über Prohlis kommenden Wasserlauf ist in der Oederschen Karte noch nicht ersichtlich, dieser nimmt seinen weiteren Weg nach Nordosten durch Reick, Dobritz und Tolkewitz zur Elbe.
In mehreren gegen Ende des 18. Jahrhunderts gezeichneten Karten endet der östliche Leubnitzbacharm kurz nach der Verzweigung. Seine ehemalige Fortsetzung, der nunmehr mit Landgraben, im Oberlauf auch Kotzschgraben, beschriftete Wasserlauf, hat über den Mittelgraben Verbindung mit dem westlichen Leubnitzbacharm aufgenommen. Außerdem vereinigt er sich südlich von Gruna mit dem Prohliser Wasserlauf, der bei Reick aus seiner (lt. Oeder) früheren Nordost- in eine Nordwestrichtung umgeschwenkt ist und nun ebenfalls die Bezeichnung „Landgraben“ führt.
Weiter abwärts zeigen die Karten einen vom 17. bis ins 19. Jahrhundert beständigen Lauf: Südlich des Dorfes Gruna quert der Graben ungefähr rechtwinklig den südlichen alten Elbarm und umgeht dabei einen See oder Sumpf, der sich in dieser Niederung damals noch erstreckte. Östlich des Ortskerns schwenkt er mit einem scharfen Knick nach Westen in den nördlichen Altelblauf ein, wobei er den darin von Osten aus der Ortslage Seidnitz kommenden Plantzschgraben aufnimmt. Dann folgt er dem alten Flussbett in einem weiten Viertelkreisbogen zum Dorf Striesen, wo er sich im Bereich zwischen der heutigen Eilenburger und Schandauer Straße wieder nach Westen richtet. Hier trennte der Landgraben die Ortsausbauten Neustriesens vom alten Bauerndorf Striesen und floss parallel (nördlich) der heutigen Holbeinstraße in Richtung Eliasfriedhof. Im Bereich der nördlichen Fetscherstraße nahm er den heute nicht mehr sichtbaren Kaitzbach-Flutgraben auf, der die Bewässerung des Carola- und Neuen Sees im Großen Garten sichert. Südlich des Eliasfriedhofes erreichte der Landgraben die Pirnaische Vorstadt am ehemaligen Ziegelschlag und wandte sich danach in nördliche Richtung zu den früheren Ziegelscheunen, wo er in die Elbe mündete.
In den 1870er Jahren erhielt der Graben ab Gruna einen neuen Lauf in Richtung Blasewitz. Anschließend dokumentieren die Äquidistantenkarten und Messtischblätter von Sachsen sowie Dresdener Stadtpläne den schrittweisen Rückbau des Gruna-Striesener Abschnitts von Westen her, letzte Relikte sind in Gruna noch bis ins 20. Jahrhundert verzeichnet. Ähnlich ist wenig später die Stilllegung und Einebnung des Prohliser Zuflusses zu verfolgen, dessen Wasser seither ab Reick nach Leuben in den Niedersedlitzer Flutgraben geleitet wird. Gleichzeitig lebte der Zufluss vom östlichen Arm des Leubnitzbaches wieder auf, die Verbindung zum westlichen Arm wurde dagegen unterbrochen.

## Zweck und Nutzung
Der Landgraben erfasst den Abfluss der südlichen Elbtalhänge von Leubnitz-Neuostra bis Torna (früher bis Nickern) und führt ihn auf einer vom natürlichen Gefälle mehr oder weniger abweichenden Route zur Elbe. Seit der Anlage des Grabens im Mittelalter (vermutlich durch deutsche Siedler um 1300) wird das Wasser damit am Eintritt in die etwas eingetieften alten Elbläufe gehindert und stattdessen durch die höhergelegenen Siedlungskerne geführt. So konnten die Niederungen nach und nach trockengelegt und zunächst landwirtschaftlich genutzt, seit dem 20. Jahrhundert zunehmend auch überbaut werden, während der Graben die Dörfer weiterhin zumindest mit Brauchwasser versorgte.
In der Gegenwart spielen Wasserentnahme und -nutzung keine Rolle mehr. Bei Starkniederschlägen dient der Graben auch als Vorfluter für Mischwasserentlastungen der städtischen Kanalisation. Der Abschnitt Koitschgraben wurde im Zuge der Renaturierung als öffentlicher Raum zugänglich gemacht.